# NGC 6364
NGC 6364 في الفهرس العام الجديد، هي مجرة، تقع في كوكبة الجاثي. اكتشفت في يونيو 1865 بواسطة إدوارد ستيفان.

## روابط خارجية
- NGC 6364 على موقع ويكي سكاي: DSS2, SDSS, GALEX, IRAS, Hydrogen α, X-Ray, Astrophoto, Sky Map, Articles and images